# سرچکو یوریچیچ
سرچکو یوریچیچ (کرواتی: Srećko Juričić؛ زادهٔ ۳۰ دسامبر ۱۹۵۴) یک بازیکن و سرمربی فوتبال اهل کرواسی است.
از باشگاه‌هایی که در آن بازی کرده‌است می‌توان به رییکا و باشگاه فوتبال خنک اشاره کرد.